# Bóng rổ tại Đại hội Thể thao châu Á 1954
Bóng rổ là một trong những bộ môn thể thao được tổ chức tại Đại hội Thể thao châu Á 1954 ở Manila, Philippines.

## Huy chương giành được
| Nội dung | Vàng | Bạc | Đồng |
| -------- | --- | --- | --- |
| Nam      | Philippines (PHI) · Lauro Mumar · Francisco Rabat · Ponciano Saldaña · Antonio Genato · Carlos Loyzaga · Florentino Bautista · Napoleon Flores · Ramon Manulat · Bayani Amador · Eduardo Lim · Mariano Tolentino · Ignacio Ramos · Jose Maria Cacho · Rafael Hechanova | Trung Hoa Dân Quốc (ROC) · Hoo Cha-pen · Ling Jing-huan · Tong Suet-fong · Wang Yih-jiun · Tsai Bon-hua · Edward Lee · James Yap · Joachim Poon · Joachim Yao · Jose Lim · Julian Lim · Lai Lam-kwong · Yung Pi-hock · Ng Yet-ang | Nhật Bản (JPN) · Hiroshi Saito · Shutaro Shoji · Takashi Itoyama · Takeo Sugiyama · Hirokazu Arai · Hiroshi Konno · Hisashi Nagashima · Jyunya Arai · Riichi Arai · Shigeuji Saito · Shozo Noguchi · Takeshi Kinoshita |

## Kết quả

### Vòng loại trực tiếp

#### Bảng A
| Đội         | Pld | W | L | PF  | PA  | PD   | Pts |
| ----------- | --- | - | - | --- | --- | ---- | --- |
| Philippines | 3   | 3 | 0 | 271 | 149 | +122 | 6   |
| Hàn Quốc    | 3   | 2 | 1 | 203 | 197 | +6   | 5   |
| Singapore   | 3   | 1 | 2 | 249 | 206 | +43  | 4   |
| Campuchia   | 3   | 0 | 3 | 144 | 315 | −171 | 3   |

| 2 tháng 5 |                              | Philippines | 82–63 | Singapore |  | Rizal Memorial Coliseum, Manila |
| 2 tháng 5 | Điểm giữa hiệp: 47–31, 35–32 |             |       |           |  | Rizal Memorial Coliseum, Manila |

| 2 tháng 5 |                              | Hàn Quốc | 89–48 | Campuchia |  | Rizal Memorial Coliseum, Manila |
| 2 tháng 5 | Điểm giữa hiệp: 34–22, 55–26 |          |       |           |  | Rizal Memorial Coliseum, Manila |

| 3 tháng 5 |                              | Philippines | 105–41 | Campuchia |  | Rizal Memorial Coliseum, Manila |
| 3 tháng 5 | Điểm giữa hiệp: 47–14, 58–27 |             |        |           |  | Rizal Memorial Coliseum, Manila |

| 3 tháng 5 |                              | Hàn Quốc | 69–65 | Singapore |  | Rizal Memorial Coliseum, Manila |
| 3 tháng 5 | Điểm giữa hiệp: 32–35, 37–30 |          |       |           |  | Rizal Memorial Coliseum, Manila |

| 4 tháng 5 |                              | Singapore | 121–55 | Campuchia |  | Rizal Memorial Coliseum, Manila |
| 4 tháng 5 | Điểm giữa hiệp: 58–27, 63–28 |           |        |           |  | Rizal Memorial Coliseum, Manila |

| 4 tháng 5 |                              | Philippines | 84–45 | Hàn Quốc |  | Rizal Memorial Coliseum, Manila |
| 4 tháng 5 | Điểm giữa hiệp: 48–20, 36–25 |             |       |          |  | Rizal Memorial Coliseum, Manila |

#### Bảng B
| Đội                | Pld | W | L | PF  | PA  | PD  | Pts |
| ------------------ | --- | - | - | --- | --- | --- | --- |
| Trung Hoa Dân Quốc | 3   | 3 | 0 | 231 | 145 | +86 | 6   |
| Nhật Bản           | 3   | 2 | 1 | 173 | 161 | +12 | 5   |
| Indonesia          | 3   | 1 | 2 | 175 | 224 | −49 | 4   |
| Thái Lan           | 3   | 0 | 3 | 166 | 215 | −49 | 3   |

| 2 tháng 5 |                              | Nhật Bản | 61–46 | Indonesia |  | Rizal Memorial Coliseum, Manila |
| 2 tháng 5 | Điểm giữa hiệp: 24–17, 37–29 |          |       |           |  | Rizal Memorial Coliseum, Manila |

| 2 tháng 5 |  | Trung Hoa Dân Quốc | 73–46 | Thái Lan |  | Rizal Memorial Coliseum, Manila |

| 3 tháng 5 |                              | Trung Hoa Dân Quốc | 96–54 | Indonesia |  | Rizal Memorial Coliseum, Manila |
| 3 tháng 5 | Điểm giữa hiệp: 44–18, 52–36 |                    |       |           |  | Rizal Memorial Coliseum, Manila |

| 3 tháng 5 |                              | Nhật Bản | 67–53 | Thái Lan |  | Rizal Memorial Coliseum, Manila |
| 3 tháng 5 | Điểm giữa hiệp: 27–21, 40–32 |          |       |          |  | Rizal Memorial Coliseum, Manila |

| 4 tháng 5 |                              | Trung Hoa Dân Quốc | 62–45 | Nhật Bản |  | Rizal Memorial Coliseum, Manila |
| 4 tháng 5 | Điểm giữa hiệp: 34–19, 28–26 |                    |       |          |  | Rizal Memorial Coliseum, Manila |

| 4 tháng 5 |                              | Indonesia | 75–67 | Thái Lan |  | Rizal Memorial Coliseum, Manila |
| 4 tháng 5 | Điểm giữa hiệp: 36–34, 39–33 |           |       |          |  | Rizal Memorial Coliseum, Manila |

### Chung kết
| Team               | Pld | W | L | PF  | PA  | PD  | Pts |
| ------------------ | --- | - | - | --- | --- | --- | --- |
| Philippines        | 3   | 3 | 0 | 178 | 119 | +59 | 6   |
| Trung Hoa Dân Quốc | 3   | 2 | 1 | 140 | 140 | 0   | 5   |
| Nhật Bản           | 3   | 1 | 2 | 151 | 172 | −21 | 4   |
| Hàn Quốc           | 3   | 0 | 3 | 152 | 190 | −38 | 3   |

| 6 tháng 5 |                              | Trung Hoa Dân Quốc | 56–53 | Hàn Quốc |  | Rizal Memorial Coliseum, Manila |
| 6 tháng 5 | Điểm giữa hiệp: 30–23, 26–30 |                    |       |          |  | Rizal Memorial Coliseum, Manila |

| 6 tháng 5 |                              | Philippines | 68–40 | Nhật Bản |  | Rizal Memorial Coliseum, Manila |
| 6 tháng 5 | Điểm giữa hiệp: 27–16, 41–24 |             |       |          |  | Rizal Memorial Coliseum, Manila |

| 7 tháng 5 |                                      | Trung Hoa Dân Quốc | 57–53 | Nhật Bản | OT | Rizal Memorial Coliseum, Manila |
| 7 tháng 5 | Điểm giữa hiệp: 25–34, 26–17 OT: 6–2 |                    |       |          | OT | Rizal Memorial Coliseum, Manila |

| 7 tháng 5 |                              | Philippines | 76–52 | Hàn Quốc |  | Rizal Memorial Coliseum, Manila |
| 7 tháng 5 | Điểm giữa hiệp: 39–23, 37–29 |             |       |          |  | Rizal Memorial Coliseum, Manila |

| 8 tháng 5 |  | Hàn Quốc | 47–58 | Nhật Bản |  | Rizal Memorial Coliseum, Manila |

| 8 tháng 5 |                            | Philippines | 34–27 | Trung Hoa Dân Quốc |  | Rizal Memorial Coliseum, Manila |
| 8 tháng 5 | Điểm giữa hiệp: 26–22, 8–5 |             |       |                    |  | Rizal Memorial Coliseum, Manila |